# Черниловка
Черниловка (укр. Чернилівка) — село в Подволочисской поселковой общине Тернопольского района Тернопольской области Украины.
До 2020 года входило в Подволочисский район.
Население по переписи 2001 года составляло 508 человек. Почтовый индекс — 47853. Телефонный код — 3543.